# Madeleine appoggiata sul suo gomito con fiori nei capelli
Madeleine appoggiata sul suo gomito con fiori nei capelli è un dipinto del pittore francese Pierre-Auguste Renoir, risalente al 1918.

## Descrizione
Il ritratto in questione, grande testimonianza dell'impressionismo, è stato rubato l'8 settembre 2011 in Texas.
L'opera è stata inserita dall'FBI nella top ten delle opere più ricercate al mondo, affermando che chiunque abbia informazioni al riguardo riceverebbe una somma di denaro pari a 50.000 dollari.